# Kovarce
Kovarce és un poble i municipi d'Eslovàquia que es troba a la regió de Nitra, al sud-oest del país. El 2011 tenia 1.581 habitants.

## Història
La primera menció escrita de la vila es remunta al 1280.

## Demografia
| Godina             | 1994 | 2004   | 2014   | 2024   |
| ------------------ | ---- | ------ | ------ | ------ |
| Nombre de persones | 1623 | 1577   | 1612   | 1515   |
| Diferència         |      | −2,83% | +2,21% | −6,01% |

| Godina             | 2023 | 2024   |
| ------------------ | ---- | ------ |
| Nombre de persones | 1527 | 1515   |
| Diferència         |      | −0,78% |